# پتروف ناد دسنوو
پتروف ناد دسنوو (به چکی: Petrov nad Desnou) یک منطقهٔ مسکونی در جمهوری چک است که در ناحیه شومپرک واقع شده‌است. پتروف ناد دسنوو ۱۲٫۲۰ کیلومتر مربع مساحت و ۱٬۲۴۲ نفر جمعیت دارد و ۳۶۵ متر بالاتر از سطح دریا واقع شده‌است.